# John Robarts
John Parmenter Robarts (ur. 11 stycznia 1917 w Banff, zm. 18 października 1982 w Toronto) – polityk kanadyjski, premier prowincji Ontario od 8 listopada 1961 do 1 marca 1971. Wybrany do parlamentu prowincji po raz pierwszy w 1951 z ramienia prowincjalnej branży Partii Konserwatywnej. W 1972 został odznaczony Orderem Kanady.